# Copa FMF de 2019
A Copa FMF de 2019 foi uma edição do torneio de futebol realizado pela Federação Matogrossense de Futebol de 10 de agosto até 26 de outubro daquele ano. Foi disputada por 8 times. O campeão ganhou o direito de participar da Copa do Brasil de 2020.

## Formato
Disputado em turno único na primeira fase, e mata-mata a partir da semifinal.

## Critérios de desempate

### 1ª Fase
1. Maior número de vitórias
2. Maior saldo de gols
3. Maior número de gols pró (marcados)
4. Maior número de pontos no confronto direto
5. Maior saldo de gols no confronto direto
6. Sorteio

### Fases finais
1. Maior número de pontos
2. Maior saldo de gols
3. Disputa de pênaltis

## Equipes participantes
| Equipe         | Cidade             | Estádio          | Capacidade | Títulos               |
| -------------- | ------------------ | ---------------- | ---------- | --------------------- |
| AA Araguaia    | Barra do Garças    | Zeca Costa       | 5 000      | 1 (2008)              |
| Cuiabá         | Cuiabá             | Arena Pantanal   | 44 000     | 3 (2010, 2016 e 2017) |
| Dom Bosco      | Cuiabá             | Arena Pantanal   | 44 000     | 1 (2015)              |
| Luverdense     | Lucas do Rio Verde | Passo das Emas   | 13 000     | 3 (2004, 2007 e 2011) |
| Mixto          | Cuiabá             | Arena Pantanal   | 44 000     | 2 (2012 e 2018)       |
| Operário FC-MT | Várzea Grande      | Arena Pantanal   | 44 000     | 0 (não possui)        |
| Sinop          | Sinop              | Gigante do Norte | 13 000     | 0 (não possui)        |
| União          | Rondonópolis       | Caldeirão        | 18 000     | 0 (Nenhum)            |